# 印旛車両基地

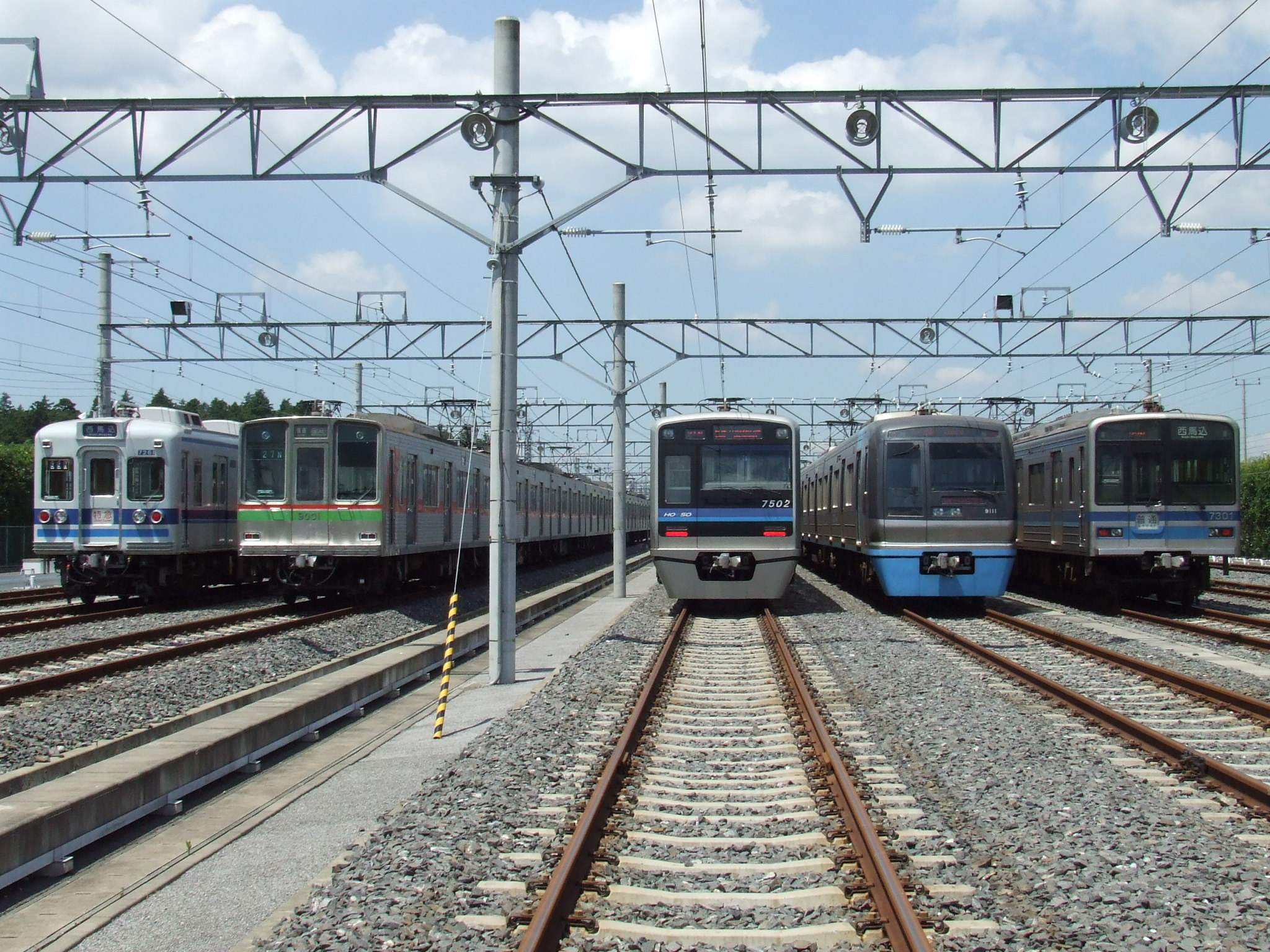
印旛車両基地に停車中の車両

印旛車両基地（いんばしゃりょうきち）は、千葉県印西市みどり台にある北総鉄道の車両基地である。
千葉ニュータウン鉄道が所有し、北総鉄道に賃貸している。
北総線印西牧の原駅の東側に位置し、北総鉄道および千葉ニュータウン鉄道の所属車両を管理・保守する。

## 概要
西白井駅に併設されていた検修施設に代わる車両基地として、2000年7月の印旛日本医大駅開業と同時に供用を開始した。施設の所有は千葉ニュータウン鉄道だが、管理は北総鉄道が行っている。
検修設備しか持たないため、所属車両の全般検査は京成電鉄（京成）宗吾車両基地で行われる。そのため、検査入出場の回送や試運転の際は京成本線を走行する姿が見られる。
現在の収容能力は約100両であるが、2010年7月に開業した京成成田空港線（成田スカイアクセス線）をはじめ、今後の輸送力増強に伴う車両増加に対応した構造となっている。
敷地に余裕があり、周辺の道路事情も比較的良好なため、京成グループ他社（京成電鉄・新京成電鉄）の新造車が陸送された場合の取り卸し場所として利用される事がある。その場合、当基地から宗吾車両基地あるいはくぬぎ山車両基地までは京成高砂駅・京成津田沼駅を経由した自力回送となる。

## 所属車両

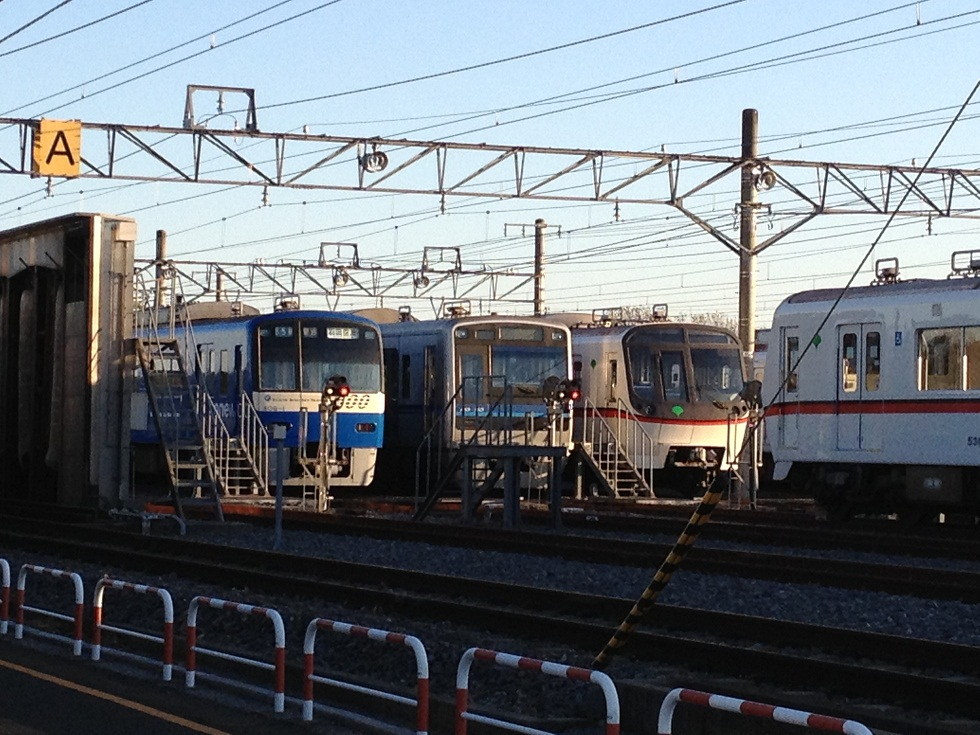
印旛車両基地に停車中の他路線の車両（左から京急600形電車 (3代)KEIKYU BLUE SKY TRAIN、北総鉄道7500形電車、東京都交通局5300形電車）

- 7300形 - 8両編成5本（40両）が在籍。うち3本は京成3700形電車からのリース車。
- 7500形 - 8両編成3本（24両）が在籍。
- 9100形 - 8両編成3本（24両）が在籍。千葉ニュータウン鉄道所有。
- 9200形 - 8両編成1本（8両）が在籍。千葉ニュータウン鉄道所有。
- 9800形 - 8両編成1本（8両）が在籍。千葉ニュータウン鉄道所有。京成3700形電車からのリース車。

所属車両以外に、東京都交通局や京浜急行電鉄、また京成電鉄の車両も入庫する。
その他、2002年に北総へ貸し出された京成3400形電車3408編成の入線実績があるほか、年1回行われる北総・京成異常時合同訓練のため、北総鉄道が京成より借用する形で京成AE形電車 (2代)が入線している。

## 過去の所属車両
- 7260形 - 8両編成1本（8両）が在籍。京成3300形電車のリース車。編成は4+4。
- 7250形 - 8両編成1本（8両）が在籍していた。
京成3200形電車のリース車で、7260形の導入により廃車された。
- 7000形 - 8両編成3本（24両）が在籍していた。
7500形の導入によって廃車が進み、2007年3月に全廃となり、形式消滅となった。
- 7050形 - 8両編成2本（16両）が在籍していた[2]。
京成3150形電車からのリース車[2]で、7300形7808編成および7250形の導入により廃車となった。
- 7150形[3] - 4両編成2本と8両編成1本（16両）が在籍していた。
元京急1000形電車 (初代)。7050形の導入により廃車[3]となった。
- 9000形 - 千葉ニュータウン鉄道所有。8両編成2本（16両）が在籍していた。
9200形の導入によって8両編成1本が廃車の後、9800形の導入により、2017年3月に全廃。

## 歴史
- 2000年7月 - 供用開始。当初は「都市基盤整備公団車両基地」という名称であった。
- 2003年12月 - さよなら7050形イベント実施。なお同イベントは当日のNHKのニュース番組（首都圏版）において、「最古の地下鉄直通車両が引退」として報道された。
- 2004年7月 - 都市基盤整備公団の独立行政法人移行に伴い、施設が千葉ニュータウン鉄道へ移管（同時に、北総開発鉄道→北総鉄道、北総・公団線→北総線へ名称変更）。
- 2005年4月 - 新京成電鉄N800形電車第1編成（1次車・N818編成）を搬入[4]。
- 2006年5月 - 敷地内で7000形電車を解体。
- 2009年5月 - 新型スカイライナーとして導入される京成AE形電車 (2代)第1編成を搬入[5]。
- 2011年1月 - 新京成電鉄N800形電車第2編成（2次車・N828編成）を搬入[4]。
- 2012年9月 - 新京成電鉄N800形電車第3編成（2次車・N838編成）を搬入[4]。

## その他
- 毎年夏休みに小学生を対象に「ほくそう電車教室」を秋に「ほくそう車両基地まつり」をそれぞれ開催している。
- 『烈車戦隊トッキュウジャー』放送1回目前半の戦闘シーンで当所がロケーションで使用された。
- 『ボス（コーヒー）』の30周年CMにて7500形と共に映っている。
- 『THE突破ファイル』（2024年2月8日放送回）突破交番の一部シーンにて7300形とともに登場している。
- 『爆上戦隊ブンブンジャー』放送32回目で当所がロケーションで使用され、7500形、京成3000形などとともに登場した。